# Kunst im öffentlichen Raum in Sundern (Sauerland)
Kunst im öffentlichen Raum in Sundern (Sauerland) umfasst öffentlich zugängliche Plastiken, Skulpturen, Brunnen, Wandmalereien, Mosaike und Graffiti im Gebiet der Stadt Sundern (Sauerland) im Hochsauerlandkreis. Die nachstehende Liste von Kunstwerken im öffentlichen Raum ist nicht vollständig. Sie wird kontinuierlich ergänzt.

## Liste
| Bild           | Titel/Bezeichnung       | Standort                                    | Künstler       | Entstehung | Anmerkungen |
| -------------- | ----------------------- | ------------------------------------------- | -------------- | ---------- | --- |
|                | Aufstieg                | Hauptstraße 82 Lage                         | Johannes Dröge | 1996       | Die Skulptur besteht aus bretonischem Rosengranit. |
|                | Mutter Teresa           | Hauptstraße Lage                            |                | 2011       | Die Statue vor der Pfarrkirche St. Johannes wurde von der Familie Fadil Bytyqi aus Sundern, der Republik Kosovo und dem Verein der Albaner Sundern gestiftet.                                                                                  |
|                | Heiliger Michael        | Ehrenmal Lage                               | Georg Hartje   | 1960       | Die Statue des Heiligen Michael befindet sich am neuen Ehrenmal gegenüber der Schützenhalle, das am 13. November 1960 (Volkstrauertag) eingeweiht wurde.                                                                                       |
| weitere Bilder | Skulpturen Röhrbrücke   | Hauptstraße Lage                            |                | 2013       | Die beiden Bronzestatuen auf der Brücke über die Röhr stellen Graf Ludwig von Arnsberg und den Evangelisten Johannes dar. Sie wurden von dem Verein „700 Jahre Sundern“ an die Bevölkerung übergeben.                                          |
|                | Rathausbrunnen          | Rathausplatz Lage                           | Helmut Gördes  |            | Die Kugeln des Brunnens sollen die einzelnen Ortsteile der Stadt Sundern darstellen. |
|                | Butterbettchen-Skulptur | Hellefeld, östlich Kurfürstenstraße 19 Lage |                |            | Holz-Skulptur zum Andenken an Elisabeth Agnes Becker (genannt Butterbettchen) (1858–1932), eine Händlerin aus Hellefeld, die jahrzehntelang Butter zu Fuß auf den Markt in Arnsberg brachte und als Original bis in die Gegenwart populär ist. |
|                | ohne Titel              | Hellefeld, Hellefelder Straße 27 Lage       |                |            | Sandstein-Stele neben der ehemaligen Mädchenschule, westlich der Kirche St. Martinus |
|                | Jesusstatue             | Hellefeld, Hellefelder Straße 29 Lage       |                |            | Die Steinskulptur an der katholischen Pfarrkirche St. Martinus steht unter Denkmalschutz. |